# Nefertkau B
 Ovo je glavno značenje pojma Nefertkau B. Za druga značenja pogledajte Nefertkau A, Nefertkau C.
Nefertkau B je bila drevna Egipćanka. Živjela je tijekom 4. dinastije. Pretpostavlja se da je bila kćerka faraona Kufua (koji je znan kao i Keops). Zvana je "kraljevom kćeri".
Nefertkauin je muž bio princ Kufukaf, sin Kufua i Henutsen. Imali su dva sina i jednu kćer. 
Kufukaf i Nefertkau su pokopani u mastabi G 7130-7140 u Gizi. Nefertkau je u mastabi prikazana kao dama s perikom. Postoji prikaz nje i njezinog muža. Tu su i prikazi njihove djece. 

## Vanjske poveznice
|  | Zajednički poslužitelj ima još gradiva o temi Nefertkau B |